# 鰻形頰鱗胎䲁
鰻形頰鱗胎䲁（學名：Blennophis anguillaris），為輻鰭魚綱䲁形目胎䲁科頰鱗胎䲁屬的一個種，分布於東南大西洋納米比亞呂德里茨布赫特至南非東倫敦海域，本魚頭部略凹陷且呈圓形，鈍吻長度適中，每隻眼睛上方有一根突出的觸手，由短而扁平的柄組成，有時分叉，呈掌狀和流蘇狀，眶間隙凸，嘴稍斜，上下頜長度相似，嘴唇厚，身體細長、結實，尾柄很短，背鰭低而平坦，無脊突，背棘尖端無簇生卷鬚，前鼻孔上的觸鬚細長，邊緣呈鋸齒狀，不分枝，體色有黃色、黃綠色、棕色、暗紅色、紅色或粉紅色，有深色斑點、點，偶爾有條紋，通常在背鰭下方有一排明亮的長方形斑點。鰭尖為紅色或白色，有兩條從眼睛延伸到臉頰的深色輻射條紋，前3個背棘之間有一個大的黑色斑點，眼睛周圍和身體上有許多黑點，瞳孔顏色較深，虹膜狹窄，紅橙色。幼魚形似鰻魚，通常幾乎是黑色的，背鰭、臀鰭和尾鰭的邊緣是紅色的，背鰭硬棘46-50枚、背鰭軟條2-4枚、臀鰭硬棘2枚、臀鰭軟條33-37枚，體長可達30公分，棲息在潮間帶的岩石洞穴，雌魚產附著性卵，雄魚會守護卵，幼魚為浮游性，生活習性不明。